# Грабен (Аугсбург)
Грабен (нем. Graben) — община в Германии, в Республике Бавария.
Община расположена в правительственном округе Швабия в районе Аугсбург.
По данным на 31 декабря 2015 года:
- территория — 1456,28 га;
- население — 3863 чел.;
- плотность населения — 265,26 чел./км²;
- землеобеспеченность с учётом внутренних вод — 3769,82 м²/чел.

До 1 января 1994 года община входила в состав административного сообщества Лехфельд.

## Население
По оценке на 31 декабря 2015 года население общины Грабен составляет 3863 чел. 

| Дата      | 1840 | 1871 | 1900 | 1925 | 1939 | 1950 | 1961 | 1970 | 1987 | 2011 |
| --------- | ---- | ---- | ---- | ---- | ---- | ---- | ---- | ---- | ---- | ---- |
| Население | 358  | 515  | 615  | 823  | 1682 | 1056 | 1327 | 1234 | 1742 | 3454 |

| Год       | 1960 | 1970 | 1980 | 1990 | 2000 | 2009 | 2010 | 2011 | 2012 | 2013 | 2014 | 2015 |
| --------- | ---- | ---- | ---- | ---- | ---- | ---- | ---- | ---- | ---- | ---- | ---- | ---- |
| Население | 2286 | 1250 | 1632 | 1965 | 3087 | 3406 | 3399 | 3492 | 3658 | 3748 | 3767 | 3863 |